# Spintmijten
Spintmijten (Tetranychidae) vormen een familie binnen de onderorde Prostigmata.

## Kenmerken
Het zachte lichaam van deze mijten is rood, oranje of geel. De lichaamslengte varieert van 0,2 tot 0,8 mm.

## Voortplanting
De eieren worden afgezet op bladen. De jongen worden beschermd door een zijden spinsel.

## Schade aan planten
Ze zuigen sap uit de plant en veroorzaken vlekken op het blad. Bij ernstige aantasting kan de plant verdorren.

## Verspreiding en leefgebied
Deze familie komt wereldwijd voor op bomen, struiken of kruidachtige planten.

## In Nederland waargenomen soorten
- Genus: Bryobia
  - Bryobia graminum
  - Bryobia kissophila - Klimopmijt
- Genus: Panonychus
  - Panonychus ulmi - Fruitspintmijt
- Genus: Petrobia
  - Petrobia latens
- Genus: Tetranychus
  - Tetranychus urticae - Bonenspintmijt